# Jim Costa
James Manuel Costa, detto Jim (Fresno, 13 aprile 1952), è un politico statunitense, membro della Camera dei Rappresentanti per lo stato della California dal 2005.

## Biografia
Nato a Fresno in una famiglia emigrata dalle Azzorre all'inizio del XX secolo, Costa studiò all'Università statale della California e in seguito lavorò come collaboratore di alcuni politici del Partito Democratico.
Entrato lui stesso in politica con i democratici, nel 1978 venne eletto all'interno della legislatura statale della California, dove rimase per ventiquattro anni. Nel 2004 si candidò alla Camera dei Rappresentanti e venne eletto deputato, per poi essere sempre riconfermato negli anni successivi.
Costa si configura come un democratico di ideologia moderata ed è membro della Blue Dog Coalition.